# 프랑스 한국전 참전 기념비
프랑스 한국전 참전 기념비는 한국 전쟁에 참전한 프랑스 대대를 기념하기 위한 기념비로 경기도 수원시에 있다. 북수원 인터체인지에서 의왕시로 가는 길목에 지난 1989년 3월 16일에 세워졌다.

프랑스는 한국 전쟁에 1개 대대 규모의 육군을 파견하여 미국 2 보병사단에 배속되어 격전을 치른 바 있다. 유명한 전투로는 지평리 전투 등이 있으나, 참전기념비는 한국에 파병된 뒤 가장 처음으로 숙영지를 건설한 곳이 수원이라는 이유로 수원에 세워졌다. 한편, 프랑스 대대는 한국전쟁에 연인원 3,400명이 참전하여 전사 262명, 부상 1,008명의 손실을 입었다.
- 주소 : 경기도 수원시 장안구 파장동 31-2
- 건립일자 : 1989년 3월 16일
- 경역면적 316평, 기단높이 1.48m, 비높이 6.45m
- 한국어 비문 내용 : 정의와 승리를 추구하며 불가능이 없다는 신념을 가진 나폴레옹의 후예들! 세계의 평화와 한국의 자유를 위해 몸 바친 262명의 고귀한 이름위에 영세 무궁토록 영광있으라.
- 프랑스어 비문 내용 : A LA GLOIRE DES 269 COMBATTANTS FRANÇAIS TOMBES POUR LA PAIX DU MONDE ET POUR LA LIBERTE SUR LES CHAMPS DE BATAILLE DE LA GUERRE DE COREE. QUE REPOSENT LES AMES DE CES EMULES DE NAPOLEON POUR QUI RIEN NE FUT IMPOSSIBLE AU SERVICE DE LA JUSTICE ET DE LA VICTOIRE

## 같이 보기
- 한국 전쟁
- 프랑스 대대